# Studenac
Studenac je chorvatský maloobchodní řetězec, od roku 2018 vlastněný polským fondem Enterprise Fund VIII. Jde o jeden z nejrozsáhlejších chorvatských obchodních řetězců – celkem existuje 1 073 prodejen, v nichž pracuje přibližně 4 000 zaměstnanců. Sídlem řetězce je město Omiš, založen byl roku 1991 Josipem Milavićem. Působí převážně na celém chorvatském pobřeží, ale také v některých vnitrozemských městem, jako jsou Záhřeb nebo Slunj.

## Historie
Obchodní společnost Studenac vznikla v roce 1991 v Omiši. Koncem 90. let rozšířila své podnikání otevřením velkoobchodního skladu v Duće a několika maloobchodních prodejen v Omiši. Díky tomu se ze společnosti stal obchodní řetězec a jeho prodejny postupně začaly vznikat po celém chorvatském pobřeží. V roce 2019 převzal řetězec prodejny společnosti Sonik, v roce 2021 biogradské společnosti Bure Trgovina a na začátku roku 2022 převzal dubrovnický obchodní řetězec Pemo. První prodejny v Záhřebu začaly vznikat v roce 2021.